# Partijvoorzitter
Een partijvoorzitter is de voorzitter van een politieke partij. Die persoon is voorzitter van het partijbestuur. In Nederland en België verschilt de positie van deze post sterk.

## België
De Belgische politiek wordt soms omschreven als particratie, een bestuursvorm waarin politieke partijen de belangrijkste macht in handen hebben. Het systeem kent in elk geval een grote partijtucht, wat betekent dat politieke partijen geen losse verbonden zijn, maar strak en vaak hiërarchisch georganiseerd zijn. Daarbinnen speelt de partijvoorzitter meestal de sleutelrol, die van strateeg, regisseur en ook woordvoerder. Dat maakt van de voorzitters van de grootste partijen enkele van de machtigste figuren in de Belgische politiek. In de meeste partijen wordt de voorzitter rechtstreeks of onrechtstreeks gekozen door de leden.

### Huidige partijvoorzitters
| Partij        | Partij        | Huidige voorzitter     | Huidige voorzitter                                | Sinds            | Nationale politieke ambten |
| ------------- | ------------- | ---------------------- | ------------------------------------------------- | ---------------- | --- |
|               | CD&V          | Mahdi, Sammy           | Sammy Mahdi (1988)                                | 25 juni 2022     | Volksvertegenwoordiger (2020, 2024-heden) Staatssecretaris voor Asiel en Migratie, belast met de Nationale Loterij (2020–2022) |
|               | DéFI          | Rohonyi, Sophie        | Sophie Rohonyi (1987)                             | 5 juli 2024      | Volksvertegenwoordiger (2019–2024) |
|               | Ecolo         | Cogolati, Samuel       | Samuel Cogolati (1989)                            | 13 juli 2024     | Volksvertegenwoordiger (2019-2024) |
| Lecocq, Marie | Ecolo         | Marie Lecocq (1991)    | Brussels Hoofdstedelijk Parlementslid (2019-2024) | 13 juli 2024     | |
|               | Groen         | Dhondt, Bart           | Bart Dhondt (1984)                                | 19 december 2024 | |
|               | Les Engagés   | Verougstraete, Yvan    | Yvan Verougstraete (1975)                         | 3 februari 2025  | Europees Parlementslid(2024-heden) |
|               | MR            | Bouchez, Georges-Louis | Georges-Louis Bouchez (1986)                      | 29 november 2019 | Waals Parlementslid en lid van het Parlement van de Franse Gemeenschap (2014–2016) Gecoöpteerd senator (2019–2024) Volksvertegenwoordiger (2024-heden) |
|               | N-VA          | Van Peel, Valerie      | Valerie Van Peel (1979)                           | 26 april 2025    | Volksvertegenwoordiger (2014-2024) |
|               | Open Vld      | De Bleeker, Eva        | Eva De Bleeker (1974)                             | 24 augustus 2024 | Federaal staatssecretaris voor Begroting (2020-2022) Vlaams Parlementslid (2024-heden) |
|               | PS            | Magnette, Paul         | Paul Magnette (1971)                              | 19 oktober 2019  | Waals minister van Gezondheid, Sociale Actie en Gelijke Kansen (2007) Minister van Klimaat en Energie (2007–2011) Waals Parlementslid (2009, 2017) Senator (2010–2011, 2013-2014) Minister van Overheidsbedrijven, Wetenschapsbeleid en Ontwikkelingssamenwerking (2011–2013) Minister-president van Wallonië (2014–2017) |
|               | PVDA          | Hedebouw, Raoul        | Raoul Hedebouw (1977)                             | 5 december 2021  | Volksvertegenwoordiger (2014–heden) |
|               | Vlaams Belang | Van Grieken, Tom       | Tom Van Grieken (1986)                            | 19 oktober 2014  | Vlaams Parlementslid (2014–2019, 2024-heden) Volksvertegenwoordiger (2019–2024) |
|               | Vooruit       | Rousseau, Conner       | Conner Rousseau (1992)                            | 18 juli 2024     | Vlaams Parlementslid (2019–2023, 2024-heden) Partijvoorzitter (2019-2023) |

## Nederland
In Nederland zijn partijvoorzitters minder machtig. Zij zijn verantwoordelijk voor de partij als vereniging. Zij houden zich bezig met allerlei huishoudelijke/organisatorische zaken: de administratie, de partijfinanciën, het organiseren van partijcongressen en het in goede banen leiden van de procedures rond de totstandkoming van verkiezingsprogramma's en kandidatenlijsten voor verkiezingen. Bij sommige partijen vallen of vielen de functie van partijvoorzitter en politiek leider samen: bij de Partij voor de Vrijheid is de politiek leider Geert Wilders ook partijvoorzitter, bij Forum voor Democratie is Thierry Baudet de politiek leider en partijvoorzitter. Dit was jarenlang ook het geval bij 50PLUS met Jan Nagel en tot 2015 bij de Socialistische Partij met Jan Marijnissen.

### Huidige partijvoorzitters
| Partij | Partij       | Huidige voorzitter | Huidige voorzitter         | Sinds         | Opmerkingen   |
| ------ | ------------ | ------------------ | -------------------------- | ------------- | ------------- |
|        | PVV          |                    | Geert Wilders (1963)       | 2006          | enig lid      |
|        | PvdA         |                    | Esther-Mirjam Sent (1967)  | 2021          |               |
|        | GroenLinks   |                    | Katinka Eikelenboom (1982) | 2019          |               |
|        | VVD          |                    | Eric Wetzels (1959)        | 2022          |               |
|        | D66          |                    | Victor Everhardt (1968)    | 2021          |               |
|        | BBB          |                    | Erik Stegink (1968)        | 2021          |               |
|        | CDA          |                    | Jean Wiertz (1959)         | 2024          |               |
|        | SP           |                    | Lieke van Rossum (1982)    | 2024          |               |
|        | DENK         |                    | Ejder Köse (1972)          | 2020          |               |
|        | PvdD         |                    | Zwanny Naber (1967)        | 2024          |               |
|        | FVD          |                    | Thierry Baudet (1983)      | 2016          |               |
|        | SGP          |                    | Dick van Meeuwen (1954)    | 2021          |               |
|        | ChristenUnie |                    | Marco Vermin (1961)        | 2025          |               |
|        | Volt         |                    | Rob Keijsers               | 2023          | Co-voorzitter |
|        | Volt         | Denise Filippo     | 2023                       | Co-voorzitter |               |
|        | JA21         |                    | Elrie Bakker-Derks (1961)  | 2024          |               |
|        | 50PLUS       |                    | Willem Dekker              | 2024          |               |
|        | BIJ1         |                    | Geen                       |               | Sinds 2022    |